# Record (rede de televisão)
A Record (estilizado em caixa alta) é uma rede de televisão comercial aberta brasileira. Principal integrante do Grupo Record, tem sua programação nacional gerada nas cidades de São Paulo, onde está sediada, no Teatro Dermeval Gonçalves, e do Rio de Janeiro, no complexo Casablanca Estúdios, voltado à produção de suas telenovelas e outros formatos. É a segunda maior rede de televisão comercial do Brasil e a 28.ª maior no ranking mundial de 2012. Em 2010, foi eleita pelo mercado publicitário como a quinta maior emissora do mundo em faturamento e a oitava maior rede em estrutura física.
Sua cobertura nacional se dá pela retransmissão de 106 emissoras, sendo quinze próprias e 91 afiliadas. Sua estação geradora foi inaugurada na capital paulista em 27 de setembro de 1953 pelo empresário Paulo Machado de Carvalho, proprietário até então de um conglomerado de rádios, através de concessão obtida em novembro de 1950, ano em que a televisão foi lançada no Brasil. A Record foi a quarta emissora a operar no país após a TV Tupi São Paulo (1950), a TV Tupi Rio de Janeiro (1951) e a TV Paulista (1952). Durante a década de 1950 a Record e sua afiliada TV Rio eram os canais de segunda maior audiência nas cidades de São Paulo e Rio de Janeiro, sendo superada em ambas as cidades apenas pela TV Tupi.
No decorrer da década de 1960 a Record tornou-se popular, chegando a liderar em audiência e superar a TV Tupi com a exibição de festivais musicais como os de MPB e Jovem Guarda. Neste período, a Record encabeçava a Rede de Emissoras Independentes (REI), cadeia que integrava estações de diversas localidades do Brasil. No início da década de 1970 a REI, ao lado da Globo e da Tupi, era uma dos três grandes grupos geradores do país, com os três grupos operando cerca de 64 estações geradoras de televisão. Na mesma época foi superada em audiência pela Globo e pela Tupi, ocupando a terceira posição.. Após a extinção de sua rede de televisão em 1975, a REI, a Record se tornaria uma emissora local pequena com várias de suas antigas afiliadas migrando para outras redes, mesmo assim permanecia sendo a terceira colocada em São Paulo.Ainda nos anos 1970 o empresário e apresentador Silvio Santos adquiriu metade das ações da emissora através de sociedade com os Machado de Carvalho. Ao longo da segunda metade dos anos 1970 e durante os anos 1980 a audiência da emissora caiu para o quinto lugar no Ranking Nacional de Emissoras.
Em 1989, atravessando uma crise financeira desde a segunda metade daquela década, a Record foi vendida ao bispo Edir Macedo, fundador e líder da Igreja Universal do Reino de Deus. A nova aquisição impulsionou grandes investimentos na estrutura da emissora, que na década de 1990 formou uma nova rede nacional com compras de canais e afiliações, resultando em seu posicionamento, de 2007 a 2015, como a segunda maior rede do país em audiência e faturamento até ser ultrapassada pelo SBT. No entanto, volta a ocupar desde 2020 a vice-liderança, ultrapassando novamente o canal de Silvio Santos. A partir de 2012, ambas as emissoras passaram a disputar intensamente décimos pontuais e a revezar-se no ranking do IBOPE.

## História

### Antecedentes
Apenas dois meses depois da chegada da televisão no Brasil, o empresário e comunicador Paulo Machado de Carvalho conseguiu uma autorização para operar um novo canal de TV na cidade de São Paulo em 22 de novembro de 1950, sendo-lhe concedido o canal 7 paulistano. Na época, Paulo e sua família já eram donos de um grande conglomerado de estações de rádio e aproveitou o nome de sua então Rádio Sociedade Record para batizar seu primeiro canal de televisão; ficou decidido que a nova emissora se chamaria TV Record - um nome que remetia ao inglês recording, lembrando o principal produto do outro negócio de Carvalho, a loja de discos Record, no centro de São Paulo.
Para a montagem da emissora foram providenciados modernos equipamentos vindos dos Estados Unidos que foram instalados nos seus estúdios na Avenida Miruna, no bairro de Moema, Zona Sul de São Paulo. Antes de ser lançado ao ar, o canal realizou algumas transmissões experimentais meses antes de sua inauguração exibindo o coral da Escola Normal Caetano de Campos e a orquestra da Força Pública de São Paulo.

### Lançamento e primeiros anos

Sandra Amaral durante a inauguração da emissora em 1953.

O canal entrou no ar no dia 27 de setembro de 1953 às 20h53. Na primeira imagem a ser exibida pela emissora, o casal de artistas Blota Júnior e Sônia Ribeiro desceram uma escadaria e anunciaram o lançamento da Record. Após Blota realizar um discurso, iniciou-se um espetáculo com Dorival Caymmi, Inezita Barroso, Adoniran Barbosa, Isaura Garcia, Pagano Sobrinho, Randal Juliano, a orquestra de Enrico Simonetti e vários dançarinos. Esta atração musical foi apresentada por Sandra Amaral e Hélio Ansaldo.
Em seu início de operações, a emissora exibia programas musicais (dentre os quais, com celebridades como Nat King Cole, Charles Aznavour, Ella Fitzgerald e Marlene Dietrich), esportivos, teatrais, humorísticos e informativos. Em 1954, entrou no ar o primeiro seriado produzido no Brasil, Capitão 7, estrelado por Ayres Campos e Idalina de Oliveira, permanecendo até 1966. Em 1954, foi criado o programa Mesa Redonda, apresentado por Geraldo José de Almeida e Raul Tabajara. Em 1955, entrou no ar Grande Gincana Kibon, sendo apresentado por dezesseis anos.

### Emissoras Unidas (1959–1967)
Com o crescimento ligeiro de seu novo veículo de mídia, Paulo Machado de Carvalho uniu-se a seu cunhado João Batista do Amaral para realizar uma parceria entre a Record São Paulo e a carioca TV Rio (então canal 13 do Rio de Janeiro), originando a Rede Unidas de Televisão (ou ainda Rede das Emissoras Unidas). Com a criação da nova rede, foi construído um link entre as cidades do Rio de Janeiro e São Paulo que permitiu a conexão via sinal UHF entre a Record e a TV Rio. Foi utilizando-se desse meio que a Record transmitiu o Grande Prêmio de Turfe do Brasil, diretamente do Jóquei Clube do Rio de Janeiro. O elo entre as duas emissoras possibilitava ainda trocas de produções entre ambas. Com isso, as Emissoras Unidas passariam a conseguir afiliadas e retransmissoras pelo Brasil sob a liderança das matrizes das TVs Rio e Record.[carece de fontes?]

Trecho de uma vinheta de 1960 da Record comemorando sete anos de operação.

Em 1958 foi lançado o primeiro programa regular produzido pela Record e TV Rio, o Show 713, atração na qual a tela era dividida ao meio sendo que cada lado ficava com cada emissora. O programa apresentava entrevistas, reportagens e números musicais das duas cidades de origens das emissoras. A Record encerrara a década de 1950 inaugurando seu Teatro Record na Rua da Consolação, que seria muito usado tempos depois para apresentações musicais e gravações de programas.[carece de fontes?]
A emissora entra nos anos 60 transmitindo de forma pioneira a inauguração da nova capital federal Brasília se tornando a única emissora de TV fora da nova cidade a transmitir o evento, que contou com entrevistas de diversos políticos brasileiros na época incluindo o então presidente Juscelino Kubitschek.
Contudo a sede da emissora em Moema viria sofrer um incêndio em maio de 1960, fazendo com que a Rede Unidas exibisse mais atrações da cogeradora TV Rio enquanto a Record se recupera. Foi o primeiro de uma série de seis incêndios que o canal da família Machado de Carvalho viria a enfrentar, sendo o mais grave deles em julho de 1966, onde diversos rolos de fitas de arquivos da emissora se perdem. Apesar dos momentos ruins, a emissora conseguia alcançar grande prestígio exibindo várias atrações no decorrer dos anos 1960, com destaque para programas musicais como o O Fino da Bossa e os clássicos Festivais da MPB onde diversos artistas de renome como Gilberto Gil, Caetano Veloso, Chico Buarque, Elis Regina, dentre outros se apresentaram em meio a forte ditadura militar no país.[carece de fontes?]
Com o surgimento da TV Globo e o crescimento de sua rival Tupi, a Record vê seu público diminuir gradativamente. Entretanto a emissora consegue lançar mais alguns sucessos de audiência como Família Trapo com Ronald Golias e Jô Soares, e o jornalístico Repórter Esso. O Teatro Record da Consolação sofre um incêndio que obriga a Record a transferir o local para a Rua Augusta mais próxima ao centro de São Paulo.[carece de fontes?]

### REI e participação de Silvio Santos (1969–1989)

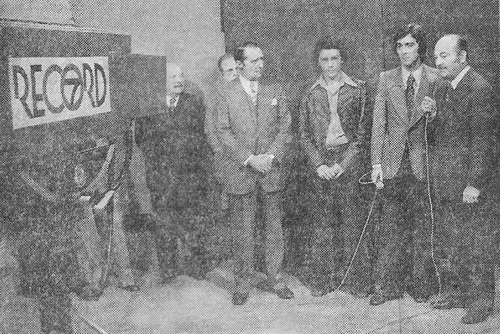
Flávio Prado, Galvão Bueno e Milton Peruzzi, então membros da equipe esportiva da Record, na década de 1970.

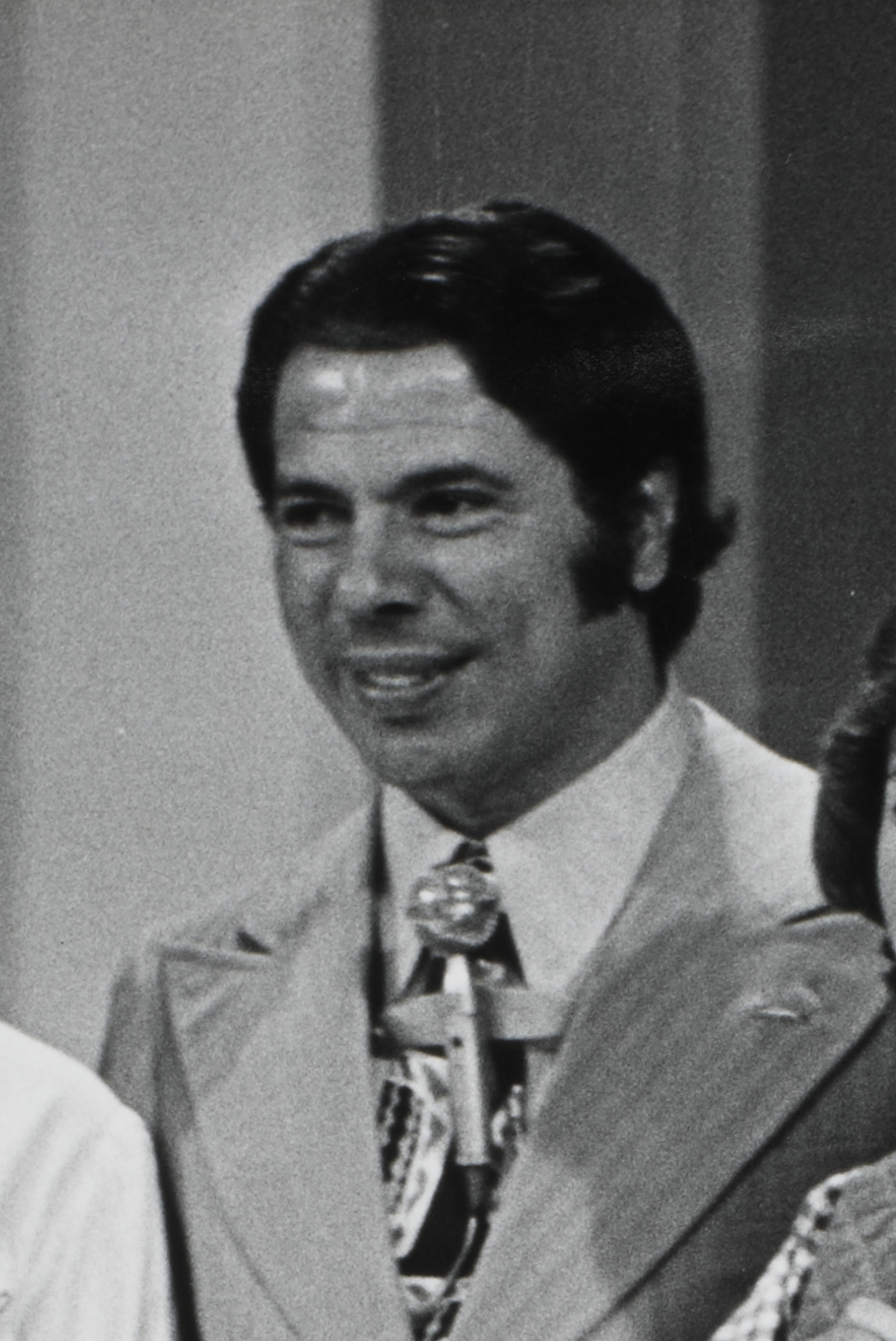
O empresário e apresentador de televisão Silvio Santos foi co-gestor da rede na década de 1970.

Em 1967 é extinta a sociedade das Emissoras Unidas por conta de desentendimentos entre os diretores das TVs Rio e Record (pelo fato de o canal carioca ter adquirido produções da TV Tupi, então rival da emissora da família Machado de Carvalho). Posteriormente, entretanto, em 1969,  as duas emissoras reatam seu elo e fundam a Rede de Emissoras Independentes, que ficou conhecida pelo acrônimo REI. Imediatamente a isso, o empresário Silvio Santos adquire metade da Record e a utiliza para exibir alguns de seus programas (uma vez que o animador havia perdido espaço em outros canais de televisão). Apesar de inicialmente não concordar, os antigos proprietários da Record acabam acatando o acordo para que Silvio co-operasse a emissora.
Nesta época, a Record havia perdido consideravelmente seu público para as TVs Tupi, Globo e também para a recente Rede Bandeirantes de João Saad. Pouco tempo depois, a TV Rio é desligada das Emissoras Independentes e a Record se torna a única geradora da rede. A REI realiza a transmissão da Copa do Mundo FIFA de 1970 diretamente do México, marcando a primeira Copa a ser transmitida pela Record. O canal traz também para o seu elenco de artistas o animador Chacrinha.[carece de fontes?]
Mas com a queda que gradativamente ia afetando a Record, o canal decide vender seu Teatro da Rua Augusta, no centro da capital paulista. Enquanto isso, Silvio Santos inaugura um novo canal de TV no Rio de Janeiro chamado TVS e passa a trocar produções dessa emissora com a Record, deixando seu programa na Globo. Com a estreia simultânea do Programa Silvio Santos na TVS e na Tupi, em 1976, o animador passou a ter mais comodidade para apresentar a atração. Após a chegada de Silvio Santos, o nome Rede Record passou a ser utilizado para as atividades da emissora.
Em 1977, a Rede Record passou a se expandir em São Paulo. O Grupo Silvio Santos divulgou um comunicado anunciando a instalação de uma repetidora no Guarujá, cobrindo o litoral paulista.
No ano de 1978, Paulo Machado de Carvalho adquire concessões para operar mais dois canais de televisão em São Paulo, para a Record: o canal 4, de Franca, e 7 de São José do Rio Preto.
Silvio anunciou, em 1980, que estava construindo no km 16 da Via Anhanguera, o autointitulado "maior centro de TV do Brasil", concentrando as atividades da Rede Record, da TVS e da Rádio Record. Contudo, investimentos maiores só aconteceriam na década de 1990, quando o empresário já era dono do Sistema Brasileiro de Televisão.

### Crise e venda para Edir Macedo
Com a falência da Rede Tupi, Silvio Santos ganha algumas concessões da antiga emissora pelo governo federal e funda sua própria rede de televisão, o SBT. O empresário e animador junto a Paulo Machado passa a administrar o canal 9 do Rio de Janeiro (que também havia vencido na licitação que concorreu), que com isso foi transformado na Record Rio de Janeiro em 1982, tornando-se a quarta emissora própria do canal (visto que já existiam, além da matriz de São Paulo, as outras duas do interior do estado já citadas).
Depois da fundação do SBT, em 1981, a Record São Paulo ficou em segundo plano para Silvio Santos, mas a família Machado de Carvalho, coproprietária do canal, insistia em investir na pequena emissora. Em 1983, estreou o programa Especial Sertanejo, sob o comando de Marcelo Costa, enquanto que o jornalismo seguiu como carro-chefe da emissora com a estreia do Jornal da Noite. Em 1985, o SBT se consolidou nacionalmente em estrear sua programação em rede nacional via satélite para todo o Brasil, através do Brasilsat, canal exclusivo da Embratel. Em 1986, a Record transmitiu sua segunda Copa do Mundo num pool com o SBT diretamente do México. No ano de 1987,  o Programa Silvio Santos deixa de ser exibido na Record.

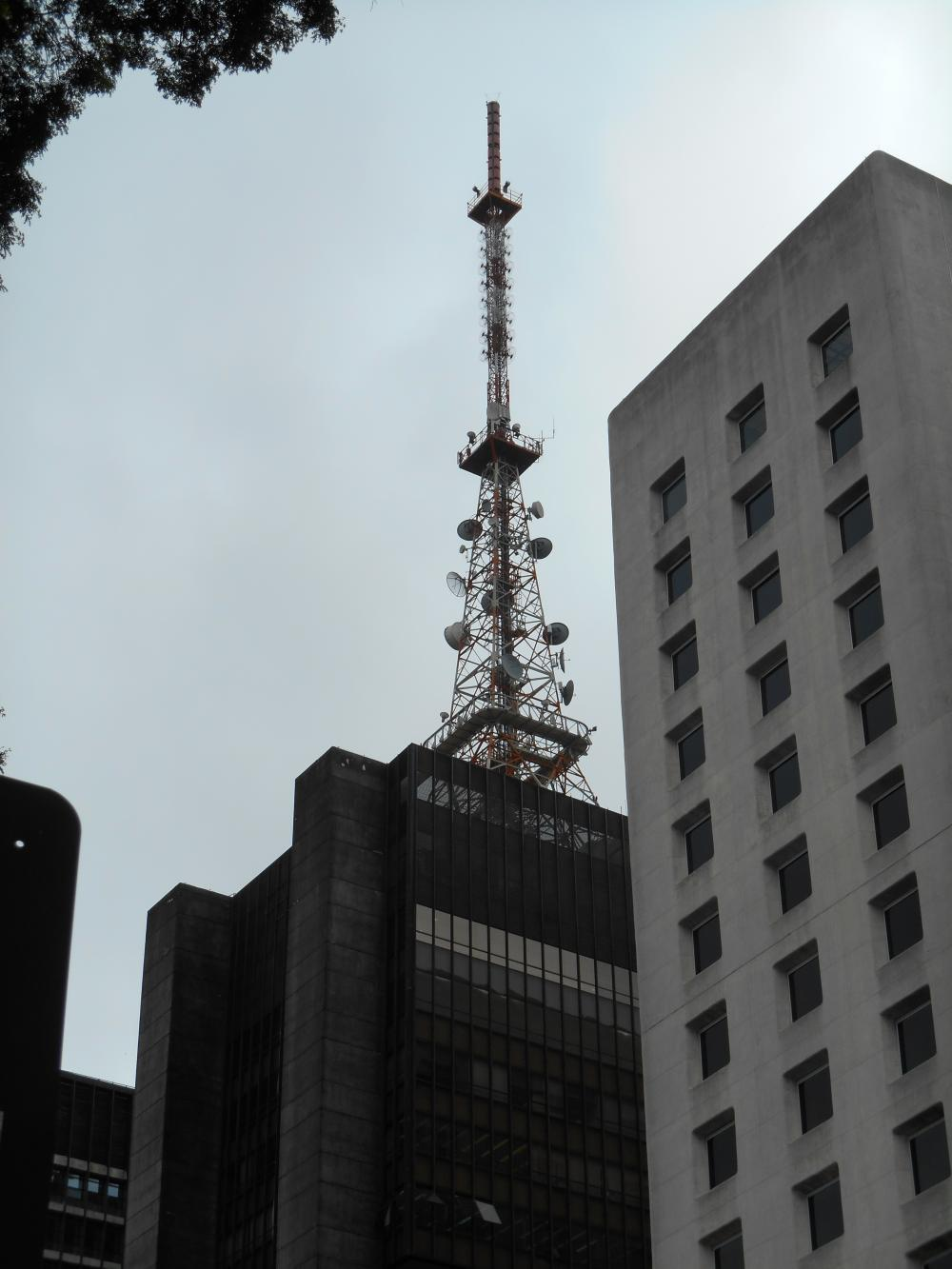
A Torre Grande Avenida, na Avenida Paulista, em São Paulo, é utilizada pela Record para a transmissão de seu sinal na cidade e na Região Metropolitana.

A partir de 1988, começou a surgir o interesse na venda da Rede Record. Uma das interessadas foi o Grupo Abril, que buscou comprar a parte pertencente à família Machado de Carvalho.
Logo após saber da venda do canal, o líder da Igreja Universal do Reino de Deus, Edir Macedo, se interessou em comprar a Record. Na época, ele estava nos Estados Unidos e ficou sabendo da venda da emissora pelo seu advogado Paulo Roberto Guimarães. Macedo nomeou o pastor Laprovita Vieira para ser o intermediário da compra da Record. Laprovita fez uma reunião com Demerval Gonçalves, representante de Silvio Santos e de Paulo Machado de Carvalho, na antiga sede da emissora, no bairro da Moema em São Paulo; a negociação foi rápida. Além da Record, Edir Macedo também adquiriu a Rádio Record.
A partir de 1990, Macedo passou a ser proprietário da Rede Record. Um dos objetivos era voltar a alcançar o segundo lugar em audiência, ocupado na época pelo SBT. Portanto, a emissora buscava a ser uma rede de televisão comercial, embora não abrisse mão dos conteúdos religiosos da Igreja Universal.
O negócio originou a criação da Central Record de Comunicação (atual Grupo Record), que se tornou o principal conglomerado midiático controlado pelo próprio Macedo que hoje inclui, além das próprias TV e Rádio Record, o portal R7, Record Entretenimento, Record News, dentre outros.[carece de fontes?]

### Crescimento e investimentos (1990–2007)
Após a sua venda, a Record passou por drásticas mudanças: foi apresentada uma nova identidade visual em julho de 1990 e uma reformulação em seus programas que conseguiram recuperar sua audiência perdida. A emissora iniciou sua expansão nacional quando começou a transmitir seu sinal pelo satélite BrasilSat A2, passando a distribuir sua programação também nas parabólicas. O canal voltou a ganhar caráter nacional e reforçou a marca Rede Record, começando a adquirir emissoras próprias, afiliadas e retransmissoras para sua nova rede.
Em 1995, a emissora compra os antigos estúdios da TV Jovem Pan na Barra Funda, além da maioria dos equipamentos que pertenciam ao canal, incluindo algumas câmeras BETACAM, ilhas de edição e carros para transmissões externas. Apesar da compra, somente em 1998 que a Record mudaria oficialmente a sua sede para o novo prédio da Barra Funda, encerrando as atividades no prédio da Avenida Miruna, em Moema. Durante este período, a empresa contratou diversos artistas para preencher sua grade de programação dentre os quais mais se consagraram foram Eliana, Raul Gil, Gilberto Barros, Ratinho, Milton Neves e outros diversos. A Record passa a ocupar a terceira colocação na audiência nacional ultrapassando a Band e a já falida Rede Manchete.[carece de fontes?]

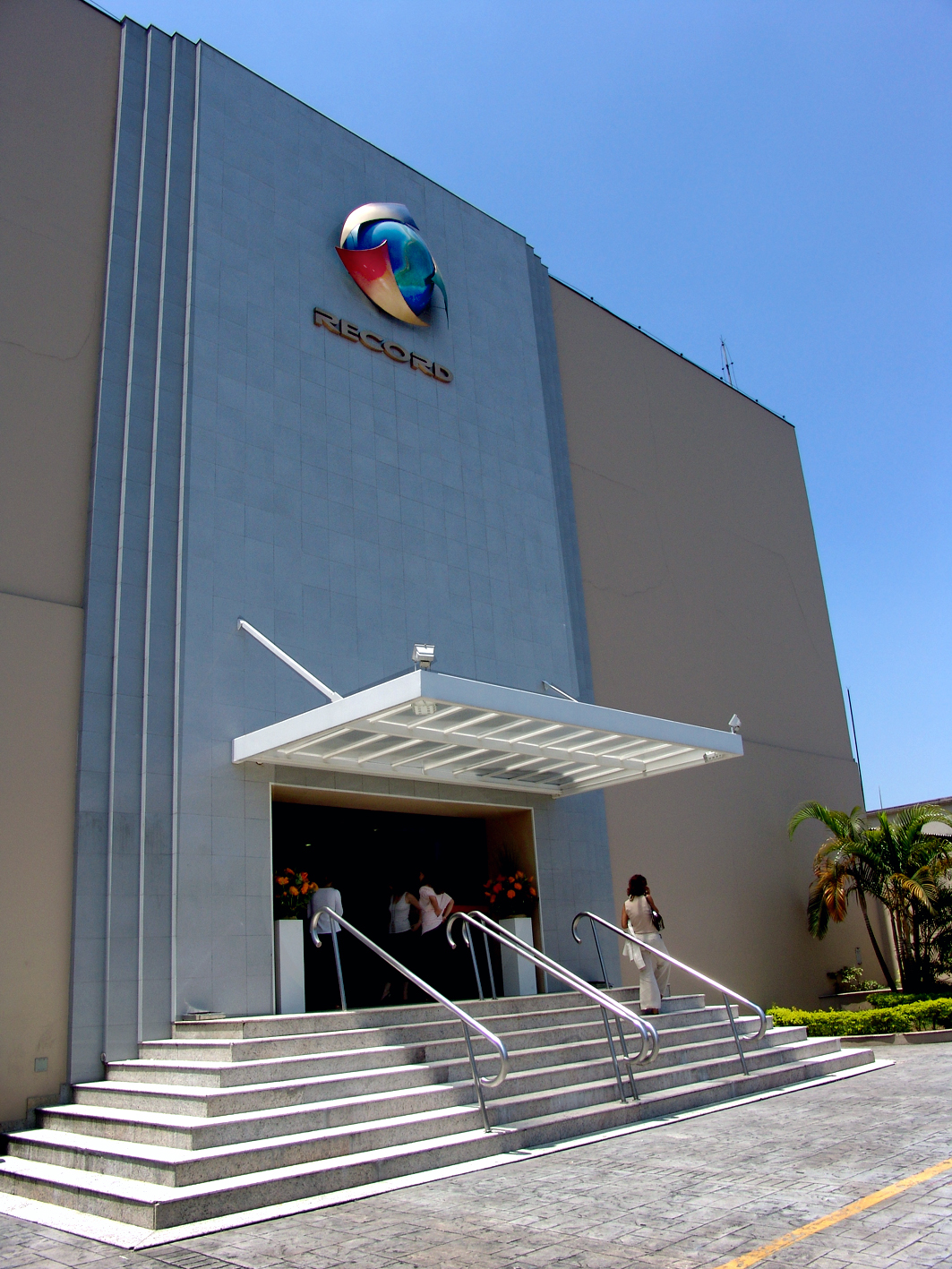
Teatro Dermeval Gonçalves, localizado na sede da Record, em São Paulo.

Em 2004, a emissora decide apostar numa nova fase visando mais audiência. Com o slogan A caminho da liderança, a Record começa a ampliar suas atrações produzindo programas consagrados, novas vinhetas e telenovelas que se tornam populares. Dentre os sucessos desta nova fase, destacam-se as produções A Escrava Isaura, Prova de Amor, Vidas Opostas e Caminhos do Coração (que foi dividida em três temporadas devido à sua enorme audiência).[carece de fontes?] Na época também fechou um acordo milionário com a Universal Studios, para a exibição exclusiva de filmes e séries.

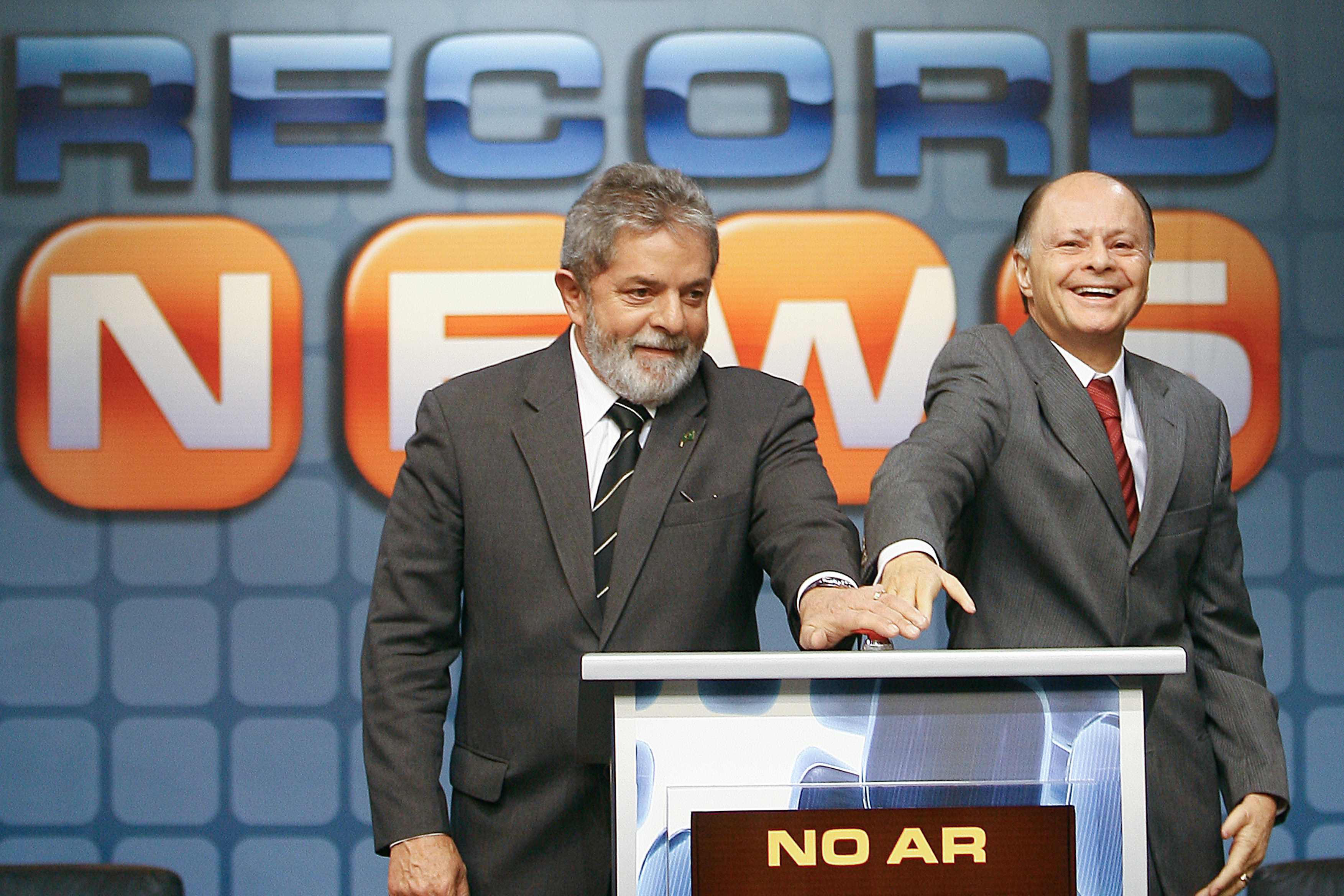
Lula e Edir Macedo na cerimônia de abertura da Record News

No dia 27 de setembro de 2007 foi inaugurada a Record News, o primeiro canal de notícias da TV aberta brasileira, ocupando o sinal da antiga Rede Mulher. No dia da fundação da nova emissora do grupo estiveram presentes o governador do estado de São Paulo José Serra, o prefeito da cidade de São Paulo Gilberto Kassab, o então presidente da Record Alexandre Raposo, o proprietário Edir Macedo e o presidente da República Luiz Inácio Lula da Silva. A cerimônia de inauguração do novo canal foi transmitida pela Rede Record dentro do Jornal da Record, além da própria Record News.[carece de fontes?]

### Reformulação (2010–2015)
No começo de 2010, um helicóptero da Record caiu dentro do Jockey Club de São Paulo depois de sofrer uma pane. A aeronave estava naquela região para cobrir um assalto que tinha ocorrido no bairro do Morumbi, Zona Sul de São Paulo. O piloto do helicóptero, Rafael Delgado Sobrinho, morreu na hora e o cinegrafista Alexandre Silva de Moura "Borracha" foi levado em estado grave para o hospital; os dois ocupantes foram socorridos pelo Globocop da TV Globo. A Rede Record lamentou o ocorrido na época e encerrou o Jornal da Record em silêncio, sem ao menos desejar boa noite aos seus telespectadores.
Em 2010, a Record obteve 2,7 bilhões de reais de faturamento, exatos 25% a mais em relação a 2009. Em 2011, a emissora faturou 3,5 bilhões de reais, e, em 2012, 1,72 bilhão. As informações são do vice-presidente comercial da rede.

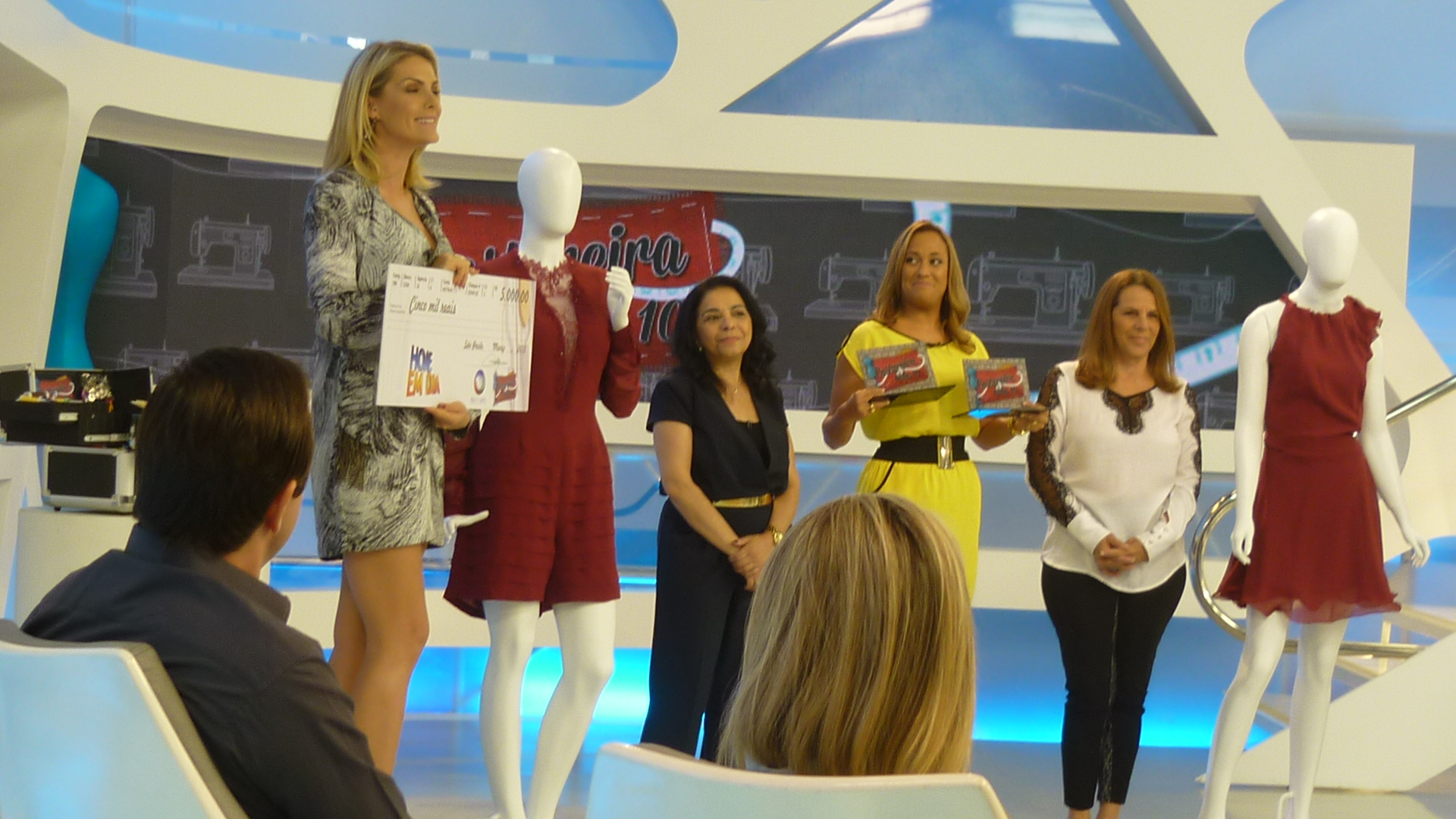
Gravação do programa Hoje em Dia, em 2015.

Em 2012, a Record transmitiu com exclusividade os Jogos Olímpicos de 2012 em Londres e as inéditas Olimpíadas de Inverno de 2010 em Vancouver. Foi a primeira vez que a rival Rede Globo ficou de fora da transmissão de uma Olimpíada.[carece de fontes?]
Em 2013, a Record passou por uma reformulação, que acabou resultando na troca do alto comando da emissora. Alexandre Raposo acabou demitido e para seu lugar Luiz Cláudio Costa veio da Record Brasília para o cargo de presidente. Outra troca importante no comando foi a de Honorilton Gonçalves, por Marcelo Silva no cargo de vice-presidente da Record. Depois de passar 2012 sem muita lucratividade, a empresa contratou um serviço de consultoria para reformular suas estratégias de mercado.

### Atualidade (2016–presente)
Para marcar um reposicionamento da marca, a Record, na noite de 24 de novembro de 2016, durante a exibição do Jornal da Record, apresentou ao público sua nova identidade visual. O telejornal exibiu uma reportagem sobre a mudança da marca e do slogan da emissora, que passa a ser "Reinventar é a nossa marca". O nome da emissora também foi alterado para RecordTV. A  mudança ocorre para consolidar a imagem da RecordTV como uma emissora de vanguarda e multiplataforma, atrelada à televisão do futuro e reafirmar que sua atuação está além das fronteiras do Brasil e chega com seu sinal a mais de 150 países. Além disso, produtos como novelas e minisséries são exportados para países de todos os continentes.
Em 6 de novembro de 2023, a emissora adotou uma nova identidade visual e retomou seu nome original, deixando de usar RecordTV como marca.

## Teledramaturgia

### Telenovelas

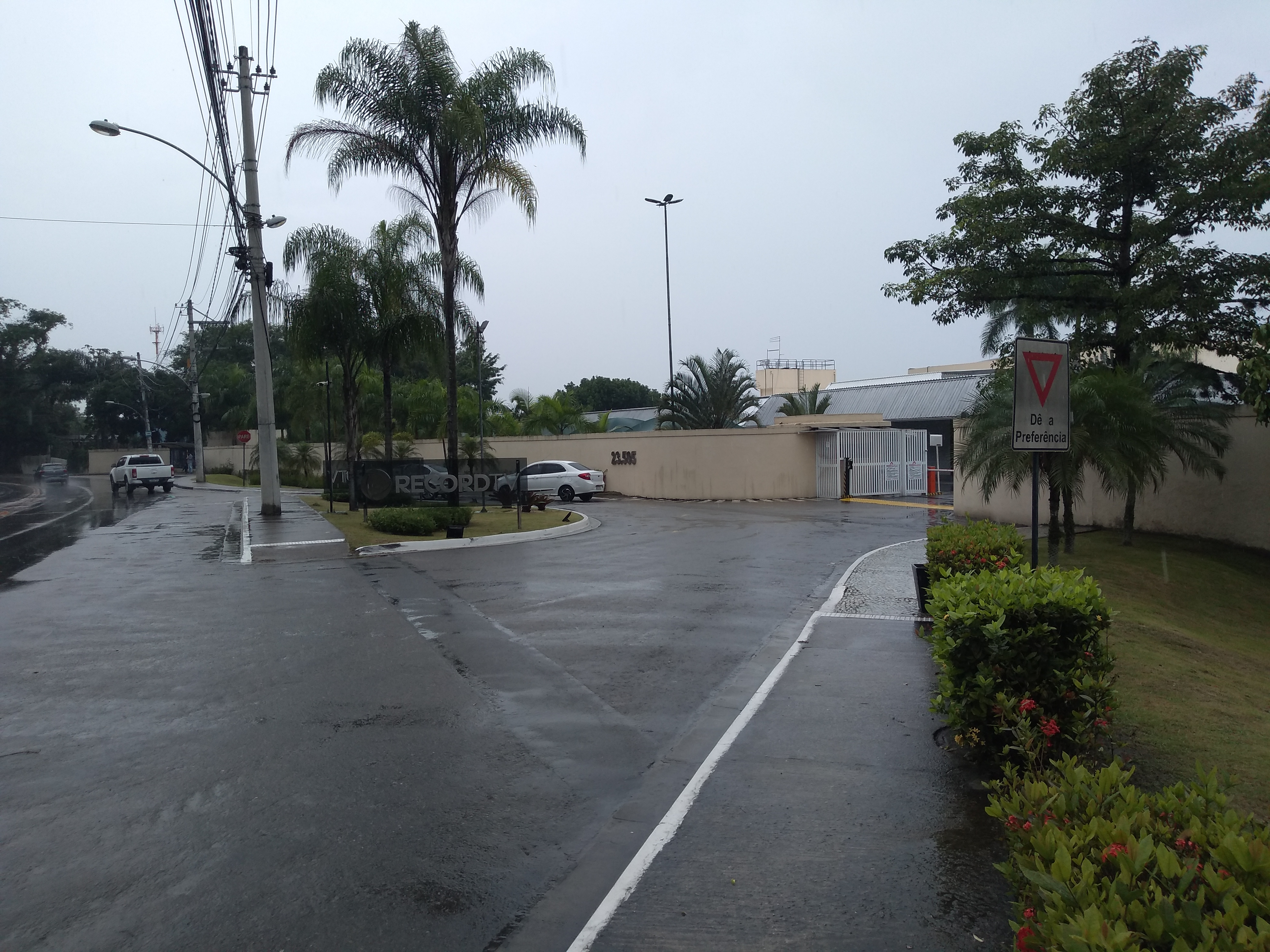
Entrada do complexo Casablanca Estúdios, no Rio de Janeiro.

A primeira telenovela produzida e exibida pela Record foi o folhetim A Muralha, de 1954. Entre 1954 e 1977, o canal havia produzido setenta e oito telenovelas. Nesse primeiro período, ainda na era de Silvio Santos e Paulo Machado de Carvalho, destacaram-se Os Deuses Estão Mortos e As Pupilas do Senhor Reitor, sendo que esta última, segundo a Unicamp, tornou-se a novela de maior audiência da história da Record.[carece de fontes?] A última produção da emissora nessa primeira fase foi Meu Adorável Mendigo de 1974, trama que encerrou o núcleo de teledramaturgia na emissora, que foi desmontado e os profissionais dispensados após este período. Em 1977, no entanto, a emissora exibiu O Espantalho, uma parceria com a autora Ivani Ribeiro, que havia começado no canal em 1954. Entre 1999 e 2004 foram produzidas de forma despretensiosa oito telenovelas adicionais, originárias de parcerias da Record com empresas independentes.[carece de fontes?]
Em 10 de maio de 2004, Herval Rossano foi contratado como diretor geral de teledramaturgia e passou a orientar a emissora na reestruturação, promovendo o investimento na compra de equipamentos de última geração, novos estúdios e expansão da equipe, além da aquisição de um casting de autores em ascensão e novos atores qualificados. O diretor apresentou a proposta de sete tramas de autores diferentes antes que fosse escolhida qual reestrearia a dramaturgia na emissora. Além da telenovela de estreia desta nova fase, A Escrava Isaura, se destacaram diversas outras produções, como Vidas Opostas, Prova de Amor, Amor e Intrigas, Chamas da Vida e Caminhos do Coração.

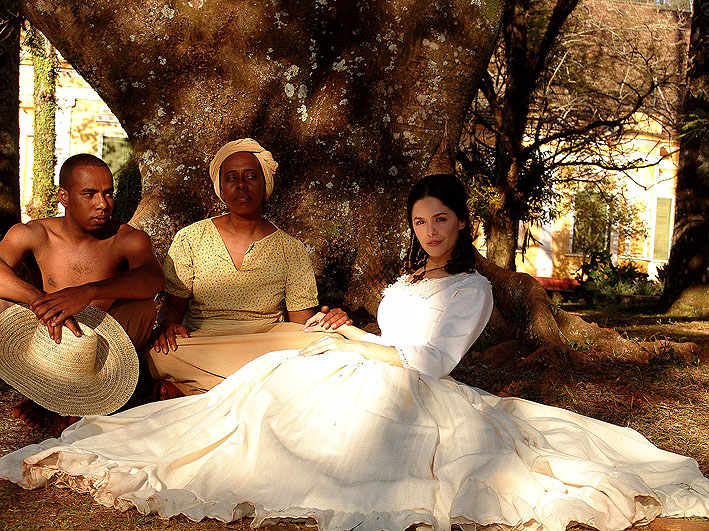
Bianca Rinaldi com o figurino da protagonista Isaura da novela A Escrava Isaura.

Em 2015, foi produzida a trama Os Dez Mandamentos, a primeira telenovela bíblica da emissora e do Brasil. Os Dez Mandamentos foi um sucesso imediato e fez história na televisão brasileira. Com a novela, a emissora bateu um recorde de audiência ao ultrapassar pela primeira vez em 40 anos a principal novela da Globo. Com o sucesso da novela, a Record decidiu em outubro de 2015 que o horário das 20h30 seria apenas dedicado às produções bíblicas. A novela também foi transmitida em vários países (como na Argentina pela Telefe).
Em 19 de janeiro de 2021, com o lançamento da novela Gênesis, a Record conseguiu ganhar de sua concorrente em duas capitais e tornar uma das produções mais seguida do mundo.

### Minisséries e séries
Até o momento a Record exibiu mais de 20 séries, seriados e minisséries em suas diferentes fases, desde a década de 1950. Também a partir da retomada do núcleo de teledramaturgia da emissora, em outubro de 2004, além das telenovelas, algumas séries e minisséries foram produzidas, em sua maioria com temática bíblica ou policial.

## Identidade visual
Desde sua fundação em 1953, a Record apresentou diversas identidades visuais. Sua primeira logomarca foi uma rosa-dos-ventos com a descrição "TV Record". Desde então, vários símbolos foram adotados para a identificação visual da emissora, sendo que até mesmo um tigre foi adotado como um mascote do canal na década de 1960, assim como suas então principais rivais naquela época Tupi e Excelsior (que usavam um índio e duas crianças em suas vinhetas, respectivamente).[carece de fontes?]

## Cobertura

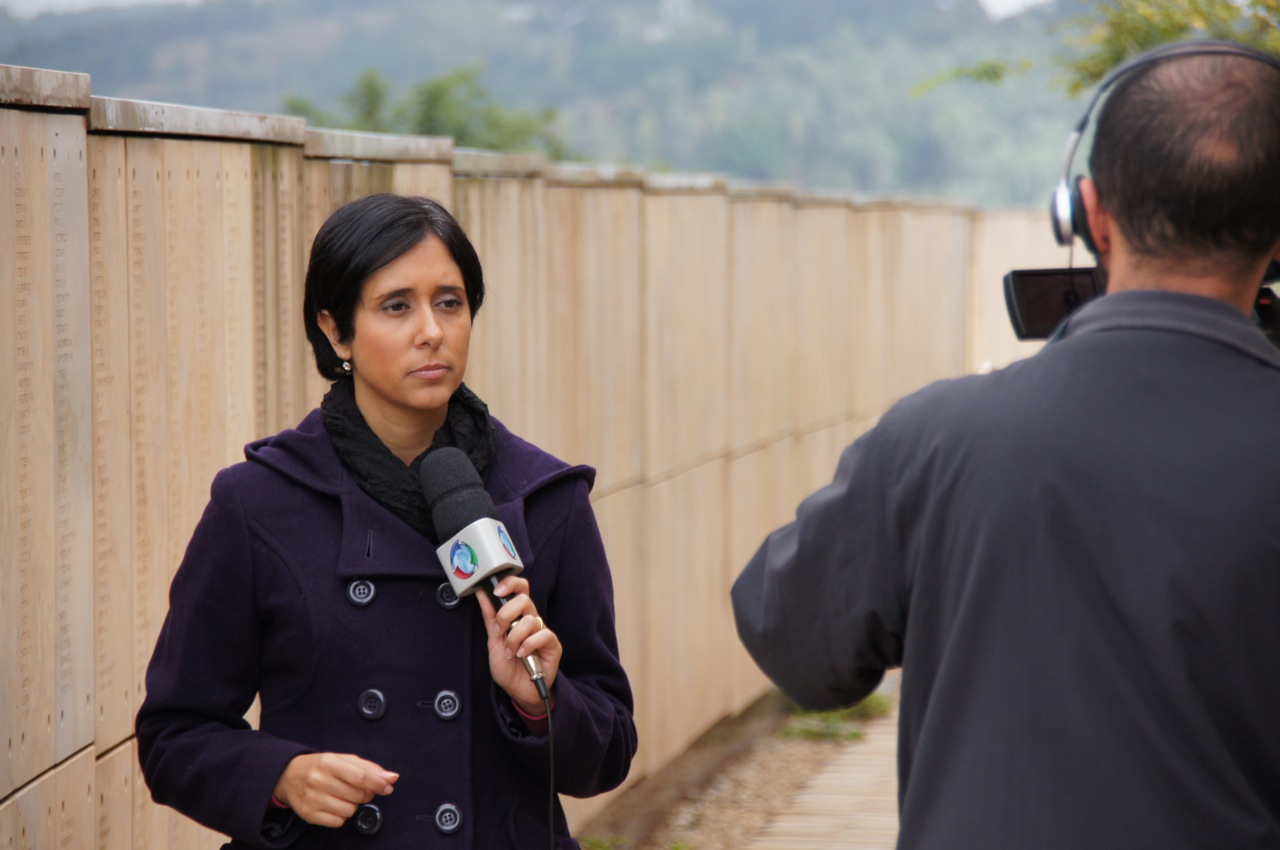
A jornalista da Record, Adriana Bittar, durante a gravação de uma matéria jornalística em Pretória, na África do Sul.

Atualmente, a Record possui 15 emissoras próprias e 96 afiliadas, totalizando 111 emissoras. Foi uma das pioneiras no Brasil na transmissão digital.[carece de fontes?]

### Cobertura internacional
Criada em 2002, a Record Internacional está presente em 150 países e leva programas que são sucesso no Brasil. A Record Internacional contém seis canais que levam sinal digital pelo mundo e 17 emissoras. A emissora é também afiliada à CNN International.
Na África, a Record está em Moçambique, Uganda, Cabo Verde, Guiné-Bissau e Madagascar. Em Moçambique, a TV Miramar, que faz parte da Record Internacional, tem 10 emissoras e tem diversos programas locais de grande sucesso. Adicionalmente, a emissora também transmite para toda a Ásia, sendo que essa cobertura é feita por dois satélites: Asiasat 2 e Jsat.
Nos Estados Unidos, a cobertura é feita pelos satélites NSS-806 e EchoStar e é distribuída pela Comcast e pela Dish Network. Na Europa, a Record é a única televisão brasileira disponível sem nenhum pagamento de assinatura. A cobertura atinge todos os países do continente.

## Controvérsias

### Controle de Edir Macedo

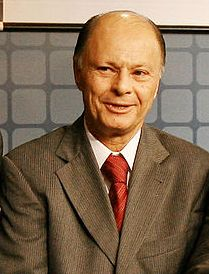
Edir Macedo, atual proprietário da emissora.

A venda da Record em 1989 para o empresário Edir Macedo até hoje é motivo de controvérsias: a Polícia Federal realizou uma investigação na qual descobriu que parte do dinheiro usado por Macedo para a compra da estação consistia em empréstimos sem juros de sua Igreja Universal. O líder da IURD foi condenado a pagar uma multa por não ter declarado esse dinheiro. No ano de 1992, os estúdios da emissora, ainda localizados na Moema, sofreram um novo incêndio onde vários documentos relativos a venda da Record se perderam, fazendo com que a transação devesse mais explicações satisfatórias.
No ano de 1992, Edir Macedo foi preso logo após ter realizado um culto no Templo Maior da Igreja Universal no bairro de Santo Amaro em São Paulo sob a acusação de charlatanismo, estelionato e lesão à crendice popular". O então novo dono da Record ficou preso durante 11 dias e foi solto por falta de provas, posteriormente livrando-se das acusações. No final de 1995, Macedo seria mais uma vez alvo de polêmica ao aparecer em um vídeo gravado em 1990 por um ex-integrante da IURD e veiculado na TV Globo onde o líder espiritual aparecia ensinando outros pastores a convencer fiéis a doar dinheiro para a sua igreja. Com a viralidade do vídeo na internet, Macedo tentou pedir a justiça para que cópias da reportagem da Globo saíssem do YouTube, mas teve seu pedido negado.
Entre 2008 e 2009, a Universal foi acusada de lavagem de dinheiro e seus integrantes, incluindo Edir Macedo, foram acusados por formação de quadrilha. O caso ganhou notoriedade, principalmente, por ter sido bastante veiculado novamente pela Rede Globo dentro do Jornal Nacional. Em resposta, a Record apresentou dentro do seu Jornal da Record várias acusações antigas que a Globo tinha como suas supostas ligações no resultado das eleições para presidente em 1989 e também com a Ditadura Militar. O caso posteriormente foi arquivado e a Record novamente criticou a Globo por não noticiar a inocência de Edir Macedo.
Segundo a revista Forbes, Edir Macedo é o pastor mais rico do Brasil, tendo um patrimônio estimado em janeiro de 2013, em quase dois bilhões de reais. A Igreja Universal do Reino de Deus (IURD) e Edir Macedo contestaram e afirmaram em nota que, embora a Rede Record seja de sua propriedade, Macedo não seria remunerado nem participaria de lucros ou quaisquer outros recursos financeiros provenientes da emissora e que os mesmos seriam reinvestidos na Record. Seu único sustento viria da igreja através da "ajuda de custo" paga a pastores e bispos pela instituição e dos direitos autorais dos livros de sua autoria.
Em 2007, o jornal Folha de S.Paulo apontava que Macedo era o maior detentor de concessões na mídia eletrônica brasileira, com 23 emissoras de televisão, entre elas a Rede Record, e 40 emissoras de rádio, e que a extensão financeira do conglomerado, registrada no então paraíso fiscal da Ilha de Jersey, serviria para "lavagem de dinheiro" dos dízimos recebidos pela Universal.

### Relação com a Igreja Universal
Segundo a investigação, ao menos 50 empresas, como emissoras de rádio e TV (em especial a Rede Record), gráficas e agências de turismo controladas direta ou indiretamente por integrantes da Igreja Universal do Reino de Deus são beneficiadas por doações feitas por fiéis da IURD em todo o país.
A Igreja Universal, juntamente com a Record e a Folha Universal, principais meios de comunicação ligados à Universal, também já tiveram inúmeros conflitos editorias com vários outros meios de comunicação no Brasil, entre eles o portal UOL, a revista Veja, o jornal Folha de S.Paulo e em especial a Rede Globo. Edir Macedo afirmou ao site da IstoÉ que a emissora carioca é um dos maiores inimigos da Universal.

### Chute na santa

Fotografia de um televisor exibindo o momento em que o ex-bispo Sérgio von Helde chuta a estátua.

Na madrugada do feriado de 12 de outubro de 1995, dia de Nossa Senhora Aparecida comemorada pelos católicos, foi exibido na Rede Record o programa O Despertar da Fé, produzido pela Igreja Universal liderada por Edir Macedo, dono da emissora. Durante a transmissão, o então bispo e televangelista Sérgio von Helder desferiu diversos pontapés e golpes numa imagem da Santa que ele mesmo havia comprado. Além de ter praticados agressões contra a imagem, Sérgio afirmou que "Deus não poderia ser comparado a um 'boneco' tão feio, tão horrível e tão desgraçado".
O ocorrido foi noticiado pelo Jornal Nacional da concorrente Rede Globo no dia seguinte, causando grande repercussão nacional. O fato foi visto com amplas críticas não só pelos católicos, como também por outras religiões, sendo relatado como intolerância religiosa. Na época, Edir Macedo chegou a oferecer espaço na Record para alguns líderes católicos como um pedido de desculpas, sendo recusado pelos mesmos. Posteriormente, Macedo afirmou que estava sofrendo perseguição religiosa da mídia, em especial da TV Globo, chegando a afirmar que a emissora de Roberto Marinho havia lhe transformado em um "monstro".

### Acusações de viés político

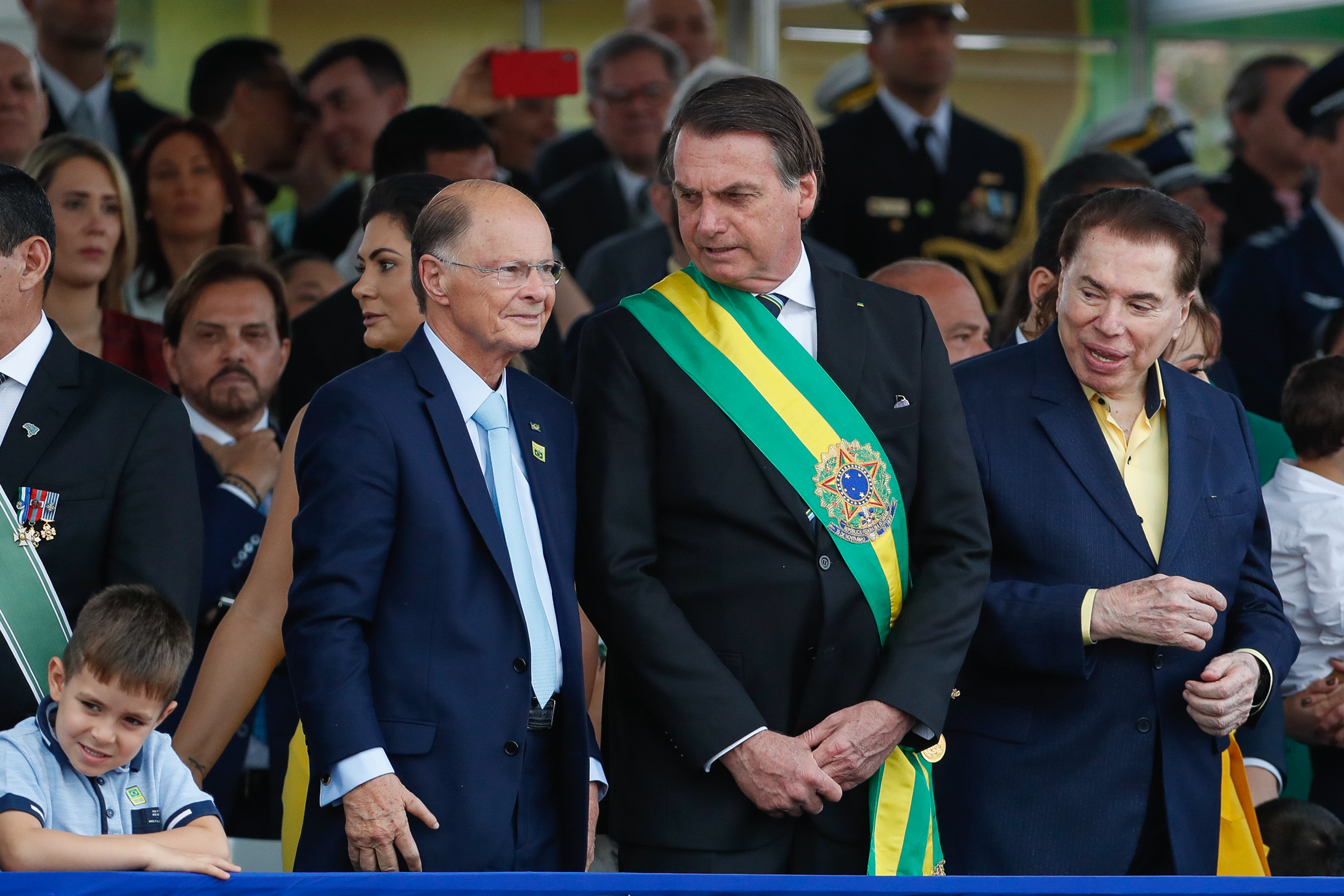
Edir Macedo ao lado de Jair Bolsonaro e Silvio Santos durante as comemorações do Dia da Pátria de 2019.

Como nos governos anteriores, Edir Macedo se posicionou pró-governo, quando Bolsonaro entrou em primeiro lugar nas intenções de voto em 2018. A Folha de S.Paulo apurou, junto a outros jornalistas da Record, que estavam ocorrendo conflitos na linha editorial de jornalismo da mesma para favorecer Bolsonaro a partir de informações com viés político. Até aquele momento, nem a emissora, nem o setor de jornalismo apoiavam oficialmente o político. Devido a isso, ainda em 2018, a diretora do Jornal da Record pediu demissão.
Escrevendo para o The Intercept Brasil, João Filho questionou o aumento da entrada de dinheiro público na RecordTV e outras emissoras nas quais os donos aparecerem ao lado de Bolsonaro. Antes do atual governo, era gasto mais dinheiro com as emissoras a partir da audiência das mesmas, mas o método foi cancelado sem motivo.
Em 15 de janeiro de 2020, foi revelado pela Folha de S.Paulo que Fabio Wajngarten, chefe da Secretaria de Comunicação Social da Presidência da República (SECOM), recebeu, através de uma empresa da qual é sócio, dinheiro de emissoras de TV e agências de publicidade que tem contrato com o governo de Jair Bolsonaro. Dentre elas, estão a Rede Bandeirantes e a Record. Tal fato entrou na análise do Repórteres Sem Fronteiras, que analisa os ataques de Bolsonaro direcionados à imprensa.
Em junho de 2020, um  levantamento divulgado pela Agência Pública confirmou que a Record, ao lado de outras emissoras evangélicas e pastores apoiadores do governo, foram os que mais receberam verbas publicitárias da SECOM, ao todo foram 30 milhões de reais. A Record também recebeu dinheiro para divulgar a "Agenda Positiva", uma propaganda para passar uma imagem favorável do governo à população. Outra peça de marketing pró-governo transmitida na emissora foi o "Dia da Amazônia", após o governo Bolsonaro receber críticas internacionais com as queimadas na Amazônia.
Segundo um levantamento feito pelo Poder360, Bolsonaro concedeu 102 entrevistas  exclusivas a veículos de comunicação, mesmo afirmando não gostar da imprensa. A Band foi a mais atendida, seguida pela RecordTV, SBT e a Jovem Pan.
Ao comentar sobre como os noticiários da Record informaram sobre a prisão de Marcelo Crivella, Ricardo Feltrin, colunista do UOL, apontou que o jornalismo da RecordTV não tem credibilidade por ser ligado a Universal:

### Propaganda política subliminar
Em outubro de 2020, a juíza eleitoral Luciana Mocco Moreira Lima proibiu a Record de continuar a fazer propaganda política com uso de publicidade subliminar. Circulava pela emissora e no site uma propagandas subliminares para o prefeito Marcelo Crivella, candidato à reeleição da cidade do Rio de Janeiro e que é sobrinho do dono da emissora, o bispo Edir Macedo. Na campanha, a Record apresentava seu novo número de WhatsApp, que terminava com 1010, sendo 10 o número do partido do político. A juíza lembrou que fato semelhante ocorreu em 2014, na eleição para a Prefeitura do Rio de Janeiro, na qual uma foi vinheta suspensa pela Justiça Eleitoral, onde divulgava o Salmo 22, quando o número de Crivella, na época, também era 22.

### Disseminação de desinformação
Segundo o balanço do Radar Aos Fatos de 26 de fevereiro de 2021, a Record e outros veículos de comunicação ajudaram a impulsionar desinformação sobre a pandemia de Covid-19 ao publicar entrevistas com médicos no YouTube defendendo drogas sem eficiência comprovada ou com críticas ao uso de máscaras.

## Prêmios

### Prêmio ExxonMobil de Jornalismo(Esso)
- 2005: Esso Especial de Telejornalismo, concedido a Leandro Cipoloni, Antonio Chastinet, Steve Ribeiro, Luiz Mendes e Paulo Nicolau, pela reportagem "Imbroglione - O Cidadão Fantasma"[107]
- 2008: Esso Especial de Telejornalismo, concedido a André Felipe Tal, Ricardo Andreoni, Jorge Valente e Marcelo Zanini, pela reportagem "Dossiê Roraíma: Pedofilia no Poder"[108]
- 2020: Rei de Espanha, concedido pela terceira vez à emissora, mas dessa vez pela reportagem "A Besta", do Câmera Record.